# Equação de Hamilton–Jacobi
Na matemática, a equação de Hamilton–Jacobi (HJE em inglês) é uma condição necessária para descrever a geometria em problemas de cálculos. Na física, ela é uma reformulação da mecânica clássica e é equivalente a outras reformulações como a segunda lei de Newton, mecânica de Lagrange e mecânica hamiltoniana. Ela foi formulada pelos matemáticos William Rowan Hamilton e Carl Gustav Jakob Jacobi.
A equação de Hamilton–Jacobi é particularmente importante por ser a única formulação matemática da mecânica em que o movimento de uma partícula pode ser representada como uma onda. Neste sentido, a equação preencheu um antigo objetivo da física teórica (iniciada no século XVIII por Johann Bernoulli) que era o de encontrar uma analogia entre a propagação da luz e o movimento de uma partícula. A equação de onda seguida por sistemas mecânicos é similar a, mas não idêntico a, equação de Schrödinger, por esta razão, a equação de Hamilton–Jacobi é considerada a maior aproximação da mecânica clássica com a mecânica quântica.

## Definição
A equação de Hamilton–Jacobi é uma equação diferencial parcial, não linear de primeira ordem para a função {\displaystyle S(q_{1},\dots ,q_{N};t)} chamada de função principal de Hamilton.
{\displaystyle H\left(q_{1},\dots ,q_{N};{\frac {\partial S}{\partial q_{1}}},\dots ,{\frac {\partial S}{\partial q_{N}}};t\right)+{\frac {\partial S}{\partial t}}=0.}
Esta equação pode ser obtida a partir da mecânica hamiltoniana tratando-se {\displaystyle S} como a função geradora para uma transformação canônica da mecânica Hamiltoniana {\displaystyle H(q_{1},\dots ,q_{N};p_{1},\dots ,p_{N};t)}. O momento conjugado corresponde à primeira derivada de {\displaystyle S} com respeito as coordenadas generalizadas
{\displaystyle p_{k}={\frac {\partial S}{\partial q_{k}}}.}
que pode ser obtido como se segue.
A mudança na ação de um caminho para um caminho vizinho é dado por
{\displaystyle \delta S=\sum _{k=1}^{N}\left[{\frac {\partial L}{\partial {\dot {q}}_{k}}}\delta q_{k}\right]_{t_{1}}^{t_{2}}+\sum _{k=1}^{N}\int _{t_{1}}^{t_{2}}\left({\frac {\partial L}{\partial q_{k}}}-{\frac {d}{dt}}{\frac {\partial L}{\partial {\dot {q}}_{k}}}\right)\delta q_{k}\,dt.}
Desde que os caminhos do movimento atual satisfaçam a equação de Euler–Lagrange, a integral em {\displaystyle \delta S} será zero. No primeiro termo nós colocaremos {\displaystyle \delta q_{k}(t_{1})=0}, e denotaremos o valor de {\displaystyle \delta q_{k}(t_{2})} por simplesmente {\displaystyle \delta q_{k}}. Trocando {\displaystyle \partial L/\partial {\dot {q}}_{k}} por {\displaystyle p_{k}}, nós teremos
{\displaystyle \delta S=\sum _{k=1}^{N}p_{k}\delta q_{k}}.
A partir desta relação se segue que a derivada parcial da ação com respeito às coordenadas são iguais ao momento correspondente. Similarmente, as coordenadas podem ser obtidas como derivadas com respeito do momento transformado, ao se inverter estas equações, pode-se determinar a evolução do sistema mecânico, isto é, determinar as coordenadas como funções do tempo. As posições iniciais e as velocidades são as constantes da integral para a solução de {\displaystyle S}, que corresponde às quantidades conservadas da evolução tal como a energia total, o momento angular, ou o vetor de Laplace–Runge–Lenz.

### Comparação com outras formulações da mecânica
A equação de Hamilton–Jacobi é uma equação diferencial parcial de primeira ordem para a função {\displaystyle S} das N coordenadas generalizadas {\displaystyle q_{1},\dots ,q_{N}} e de tempo {\displaystyle t}. O momento generalizado não aparece, exceto como derivadas de {\displaystyle S}.
Para comparação, na equivalente equação de Euler–Lagrange da mecânica de Lagrange, o momento conjugado também não aparece; entretanto, estas equações são um sistema de {\displaystyle N}, geralmente equações de segunda ordem da evolução temporal das coordenadas generalizadas. Como uma nova comparação, a equação de Hamilton é similar a um sistema de {\displaystyle 2N} equações de primeiro grau para evolução temporal das coordenadas e seus momentos conjugados {\displaystyle p_{1},\dots ,p_{N}}.
Já que a equação de Hamilton–Jacobi é uma expressão equivalente a um problema de minimização integral como o princípio de Hamilton, ela pode ser útil em outros problemas de cálculo de variações e outros campos da matemática e da física, como sistema dinâmico, geometria simplética e caos quântico. Por exemplo a equação de Hamilton–Jacobi pode ser utilizada para de terminar as geodésicas de uma variedade de Riemann.

### Notação
Para abreviar, utilizaremos negrito como em {\displaystyle \mathbf {q} } para representar a lista de {\displaystyle N} coordenadas generalizadas.
{\displaystyle \mathbf {q} \ {\stackrel {\mathrm {def} }{=}}\ (q_{1},q_{2},\ldots ,q_{N-1},q_{N})}
que não precisa transformar como um vetor em rotação. O produto escalar é definido aqui como a soma dos produtos dos componentes respectivos, isto é,
{\displaystyle \mathbf {p} \cdot \mathbf {q} \ {\stackrel {\mathrm {def} }{=}}\ \sum _{k=1}^{N}p_{k}q_{k}.}

## Leitura recomendada
- A. Fetter and J. Walecka (2003). Theoretical Mechanics of Particles and Continua (em inglês). [S.l.]: Dover Books. 0-486-43261-0